# In-A-Gadda-Da-Vida (песня)
«In-A-Gadda-Da-Vida» — песня американской рок-группы Iron Butterfly, написанная Дугом Инглом, записанная 27 мая 1968 года в Ultrasonic Studios (Хемпстед, Лонг-Айленд, Нью-Йорк) и вошедшая (в 17-минутной версии) в одноимённый второй альбом, где заняла всю вторую сторону. Сингл «In-A-Gadda-Da-Vida» поднялся до #30 в Billboard Hot 100. Одна из самых известных композиций эпохи психоделии шестидесятых.

## Издания (избранное)
- 1968 — In-A-Gadda-Da-Vida (17:05)
- 1969 — The Super Groups (Atco Records) (17:05)
- 1970 — Iron Butterfly Live (Rhino Records, 19:00)
- 1986 — Highs of the Sixties (2:52 Warner Bros.)
- 1986 — Manhunter (MCA Records)
- 1991 — Atlantic Rock & Roll Box (17:05 Atlantic Records)
- 1991 — Classic Rock: 1966—1988 (Atlantic)
- 1993 — Light and Heavy: The Best of Iron Butterfly (2:53 Rhino)
- 1994 — Godfathers of Grunge (2:53 Sony)
- 1995 — '60s Rock Classics, Vol. 2 (Rhino)
- 1995 — Baby Boomer Classics: Psychedelic Sixties (2:52 JCI)
- 1995 — Greatest Hits (17:03 Bellaphon Records)
- 1995 — Journey to the Edge: Progressive Rock Classics (2:53 Music Collection)
- 1996 — Days of Flower Power (2:59 K-Tel)
- 1996 — Psychedelic Visions (Alex)
- 1997 — '60s Rock Hits (2:57 Rhino Flashback)
- 1997 — Easyriders, Vol. 1 (2:52 Thump Records)
- 1998 — Feel the Buzz: Spacin' (2:55 Simitar Distribution)
- 1998 — Killer Classic Rock (2:51 Original Sound Entertainment)
- 1999 — Born to Be Wild: Music for Road (BCD)
- 2000 — Hits of the 60’s, Vol. 6 (2:59 Legacy)[9]

## Кавер-версии
- Трек под названием «In-A-Gadda-Stravinsky» включен Фрэнком Заппой в альбом «Guitar».
- Кавер-версия Slayer включена в укороченном виде в саундтрек фильма «Less Than Zero» (1987) Марека Каньевски (по роману Брета Истона Эллиса).
- Кавер-версия входит в альбом трэш-метал-группы Delirious — Made For The Violent Age (2006)
- Также кавер-версия песни исполняется группой Blind Guardian
- Группа Hot R.S. в 1978 году записала альбом Forbidden Fruit, в котором есть треки In-A-Gadda-Da-Vida и The Garden Of Eden.
- Группа Boney M в 1980 году записала сингл с треками Children of Paradise и Gadda-Da-Vida.
- Немецкая группа 16 BIT в 1987 году выпустила сингл (Ina) Gadda-Da-Vida, также вошедший в альбом Inaxycvgtgb.
- Группа Thunderstorm в 2005 году сделала кавер этой композиции
- В 1986 году Дэвид Ван Тием сделал свою кавер-версию на эту песню, выпустив сингл.

### Семплинг
- Трек семплингован дважды рэпером Nas («Thief’s Theme», «Hip Hop Is Dead»).

## В популярной культуре
- Песня «In-A-Gadda-Da-Vida» звучит в фильмах «Пираты Силиконовой долины», «Охотник на людей», «Обитель зла 3», телесериалах «Симпсоны» (серия «Барт продает душу»), «Мыслить как преступник» (16-я серия), «Сайнфелд», «Большой ремонт» (серия про Хэллоуин), в сериале «Сверхъестественное» (эпизод «Кожа»), сериале «Её звали Никита» (4-й сезон, эпизод «Sympathy for the Devil»), в сериале «Доктор Хаус» а также в сериале «Американская история ужасов» (3-й сезон: Coven, 1 серия).
- Звучит в 6 части серии фильмов «Кошмар на улице Вязов».
- В романе Стивена Кинга «Возрождение». Главный герой Джейми Мортон перед сеансом шоковой терапии говорит, что если в наушниках, которые ему надо надеть, играет «In-A-Gadda-Da-Vida», то он уйдёт.

## Места в итоговых списках
Сингл «In-A-Gadda-Da-Vida» был включён (на #19) в список Top 100 One Hit Wonders канала VH1.

## Видео
- In A Gadda Da Vida. — Iron Butterfly.